# Los Encuentros
Los Encuentros är en ort i Mexiko.   Den ligger i kommunen La Trinitaria och delstaten Chiapas, i den sydöstra delen av landet, 900 km sydost om huvudstaden Mexico City. Los Encuentros ligger 722 meter över havet och antalet invånare är 116.
Terrängen runt Los Encuentros är kuperad söderut, men norrut är den platt. Terrängen runt Los Encuentros sluttar söderut. Runt Los Encuentros är det ganska glesbefolkat, med 43 invånare per kvadratkilometer. Närmaste större samhälle är Rodulfo Figueroa, 4,0 km öster om Los Encuentros. Omgivningarna runt Los Encuentros är en mosaik av jordbruksmark och naturlig växtlighet.